# ジョン・ジャクソン (画家)
ジョン・ジャクソン（John Jackson RA、1778年5月31日 - 1831年6月1日）は、イギリスの肖像画家である。有力者や芸術家の肖像画を描いた。

## 略歴
ノースヨークシャー州のラスティンガム（Lastingham）で仕立て屋の息子に生まれた。父親のもとで縫製を学び、父親は画家になることに反対したが、ヨークシャー州選出の庶民院議員であったマルグレイヴ伯爵ヘンリー・フィップスに絵の才能を認められ、支援を受け、カーライル伯爵やボーモント男爵に紹介し、ボーモント男爵は自分の邸に住まわせ、報酬を与えた。ロイヤル・アカデミー・オブ・アーツの美術学校で学ぶことができ、美術学校ではデイヴィッド・ウィルキー（1785-1841）やベンジャミン・ヘイドン（1786-1846）と友人になった。カーライル伯爵の住むカースル・ハワードにある美術品コレクションを研究し、模写して修行した。
1807年までに肖像画家としての評判が高まり、水彩から油彩を用いて肖像画を描いた。1816年にマルグレイヴ伯爵の甥の弁護士のエドマンド・フィップスと共にオランダとフランドルを訪れ、1819年には彫刻家のフランシス・レガット・チャントリーとスイス、ローマ、フィレンツェ、ヴェネツィアを旅した。ローマのアカデミア・ディ・サン・ルカの会員に選出された。この旅で描いたローマの彫刻家のアントニオ・カノーヴァの肖像画は代表作とされている。
多くの肖像画を描き、有名な肖像画のトーマス・ローレンス（1769-1830）やヘンリー・レイバーン（1756-1823）の影響が示されている。肖像画を描いた人物には、軍人のウェリントン公爵や、極地探検家のジョン・フランクリン卿、有名な牧師たちが含まれていた。
1815年11月にロイヤル・アカデミー・オブ・アーツの準会員に選ばれ、1817年に正会員に選ばれた。
ジャクソンは2回結婚し、1808年に宝石商の娘と結婚し、1818年8月に画家ジェームズ・ウォードの娘と結婚した。1831年にロンドンのセントジョンズウッド（St John's Wood）で亡くなった.。

## 作品

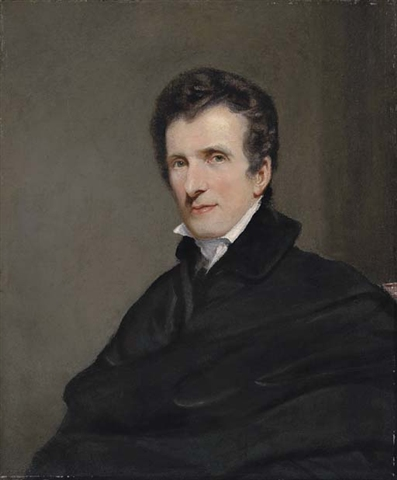
アントニオ・カノーヴァ
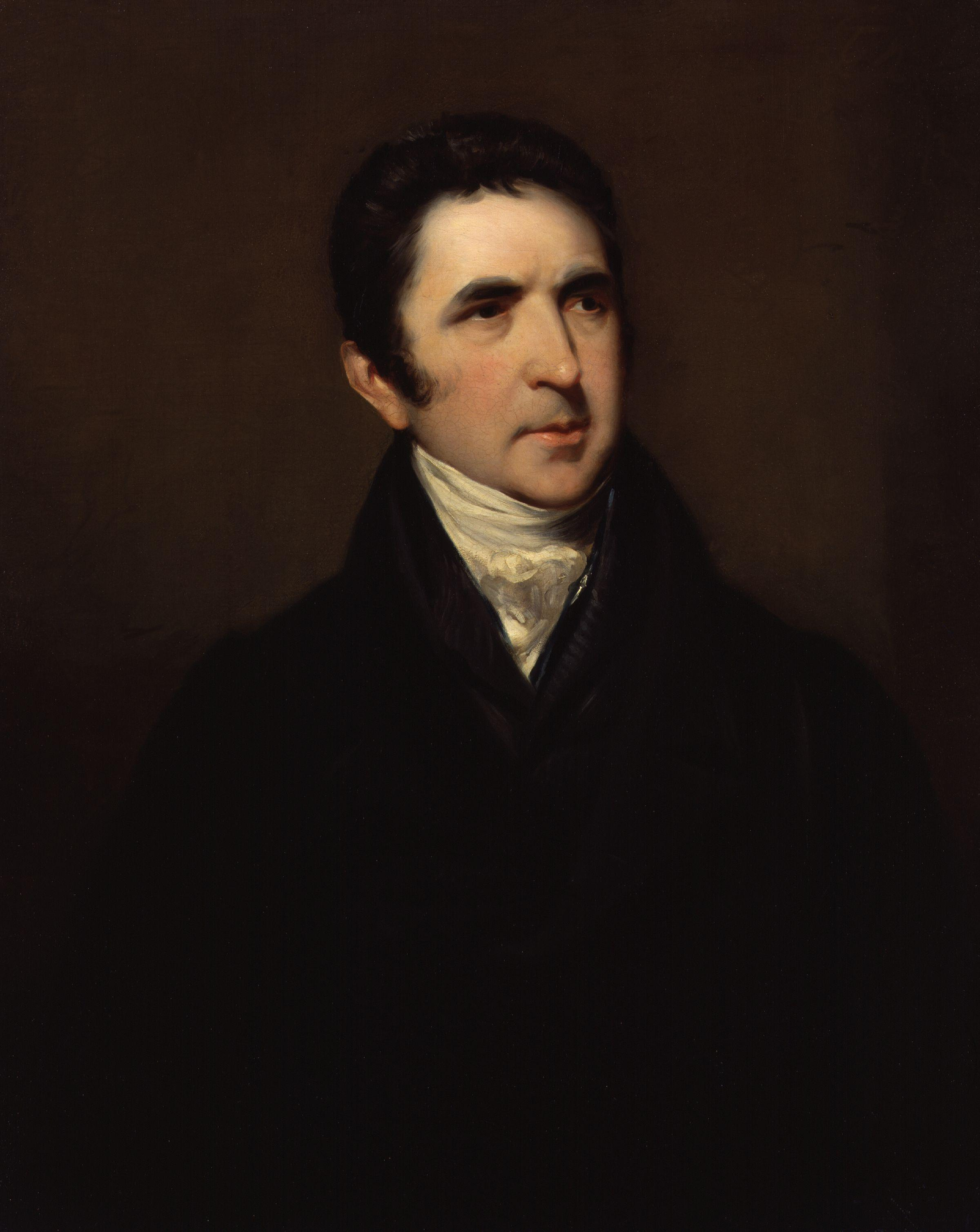
ジョン・バロー (初代准男爵)
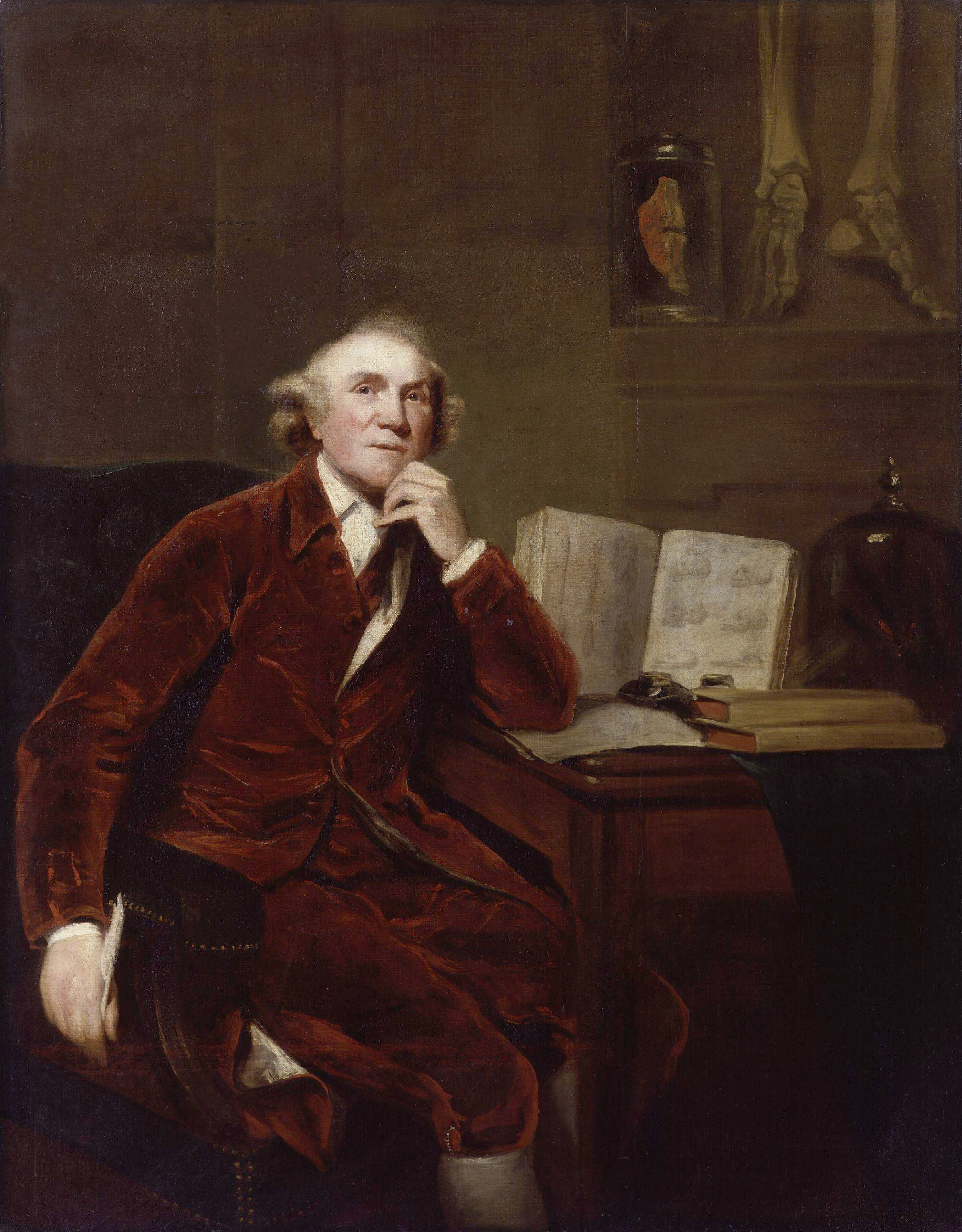
ジョン・ハンター (外科医)
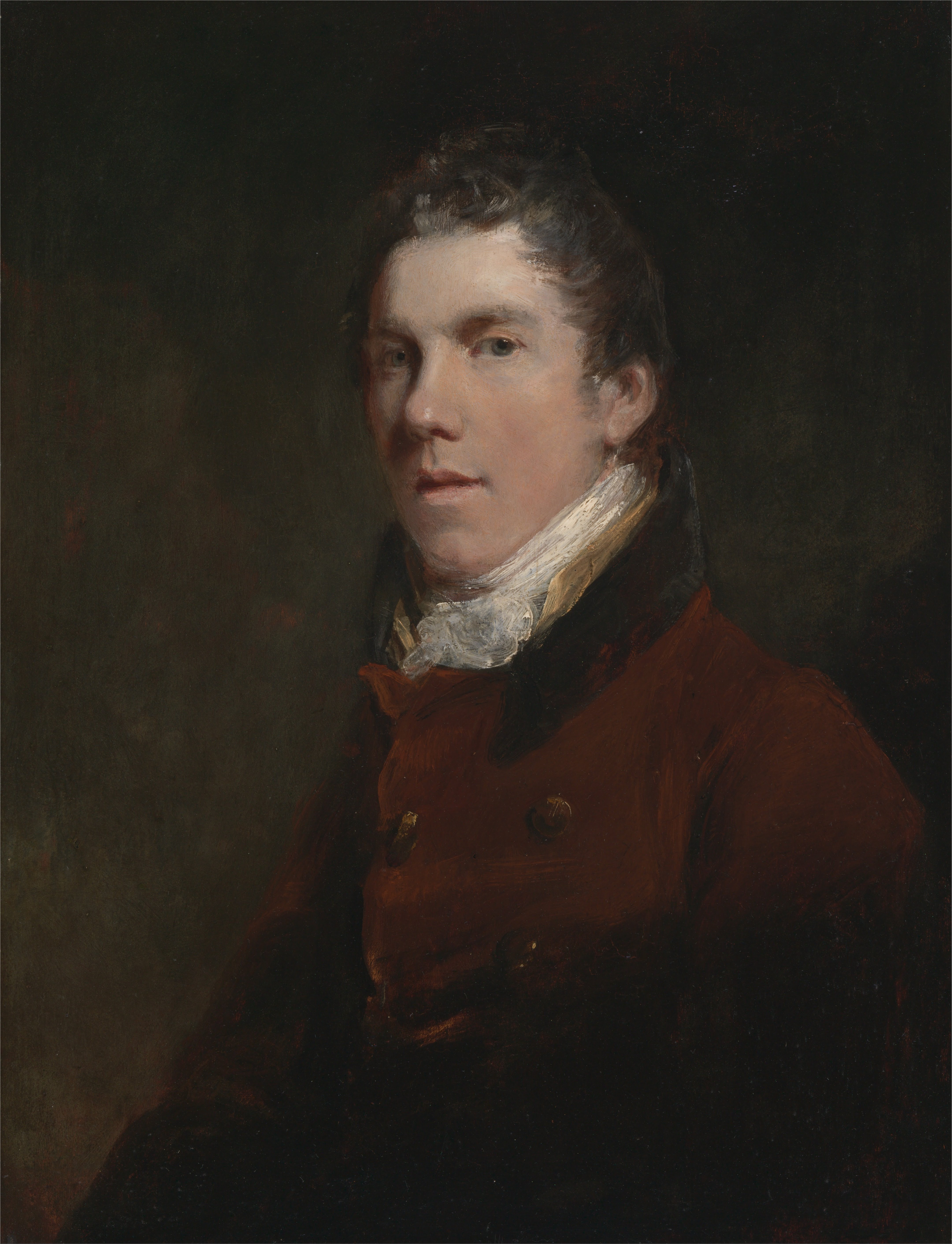
デイヴィッド・ウィルキー (画家)